# Piero Pavesio
Piero Pavesio (Torino, 3 marzo 1909 – Torino, 20 gennaio 1969) è stato un compositore, pianista e cantante italiano.
In alcuni brani si è firmato usando lo pseudonimo di Valerio Del Mastro.

## Biografia
Esordisce ancora studente con il quintetto del maestro Ernesto Nicelli, a diciassette anni; continua a suonare in altri complessi finché, nel 1935, entra in quello del maestro Cinico Angelini, suonando alla Sala Gay per tre anni; nel 1938 segue Angelini all'Eiar e, per qualche tempo, diventa anche cantante.
Nel 1942 si trasferisce alla sede di Bologna e poi a Montecatini, dove l'Eiar è sfollata; nel dopoguerra ritorna a Torino.
Come direttore d'orchestra lavora per la Cetra con cantanti come Lidia Martorana ed Oscar Carboni.
Partecipa al Festival di Sanremo 1952 con Al ritmo della carrozzella, cantata dal Duo Fasano, su testo di Enzo Luigi Poletto).
Perde il figlio in un incidente stradale nel 1967 e, caduto in uno stato di profonda depressione, si toglie la vita due anni dopo.